# Linda Joe Fuhrich
Linda Joe Fuhrich (* 19. Juli 1987 in Köln) ist eine deutsche Moderatorin und Reporterin.

## Leben
Fuhrich studierte Kommunikationswissenschaften und Geographie in Bonn und schloss 2012 ihr Studium mit dem Bachelor of Arts ab. Sie arbeitete während des Studiums u. a. als Tutorin an der Universität und beim Kölner Stadtanzeiger sowie beim Uniradio bonncampus 96,8. Als Regieassistentin und Choreographin war sie in mehreren Jugend-Theater- und Tanzproduktionen tätig. Von 2012 bis 2013 war Fuhrich zunächst gelegentliche Moderatorin für die Kindernachrichtensendung logo!, seit Juli 2014 ist sie festes Mitglied des logo-Moderationsteams. Seit Anfang Juni 2025 pausiert Fuhrich als Moderatorin bei logo, da sie ihr erstes Kind erwartet.